# Nantenina
Nantenina – organiczny związek chemiczny, alkaloid pochodzenia roślinnego występujący w nandinii domowej (Nandina domestica), jak również niektórych gatunkach z rodzaju kokorycz (Corydalis). Jest antagonistą receptora α1-adrenergicznego oraz receptora serotoninowego 5-HT2A, a także blokuje behawioralne i fizjologiczne efekty działania MDMA u zwierząt.